# Charles Thoms
Charles Thoms (ur. 24 grudnia 1988) – kanadyjski zapaśnik walczący w obu stylach. Piąty na igrzyskach panamerykańskich w 2015. Brązowy medalista igrzysk frankofońskich w 2013 roku. Absolwent Uniwersytetu Nowego Brunszwiku.